# Contea di Wright (Missouri)
La contea di Wright in inglese Wright County è una contea dello Stato del Missouri, negli Stati Uniti. La popolazione al censimento del 2000 era di 18 311 abitanti. Il capoluogo di contea è Hartville